# Jamie Webb
Jamie Webb (1 de junio de 1994) es un deportista británico que compite en atletismo, especialista en las carreras de mediofondo.
Ganó dos medallas en el Campeonato Europeo de Atletismo en Pista Cubierta, plata en 2019 y bronce en 2021, ambas en la prueba de 800 m.

## Palmarés internacional
| Campeonato Europeo en Pista Cubierta | Campeonato Europeo en Pista Cubierta | Campeonato Europeo en Pista Cubierta | Campeonato Europeo en Pista Cubierta |
| Año                                  | Lugar                                | Medalla                              | Prueba                               |
| ------------------------------------ | ------------------------------------ | ------------------------------------ | ------------------------------------ |
| 2019                                 | Glasgow (Reino Unido)                | Medalla de plata                     | 800 m                                |
| 2021                                 | Toruń (Polonia)                      | Medalla de bronce                    | 800 m                                |